# Лаутрах
Лаутрах (нім. Lautrach) — громада в Німеччині, знаходиться в землі Баварія. Підпорядковується адміністративному округу Швабія. Входить до складу району Унтеральгой. Складова частина об'єднання громад Іллервінкель.
Площа — 8,07 км2. Населення становить 1273 ос. (станом на 31 грудня 2020).

## Галерея

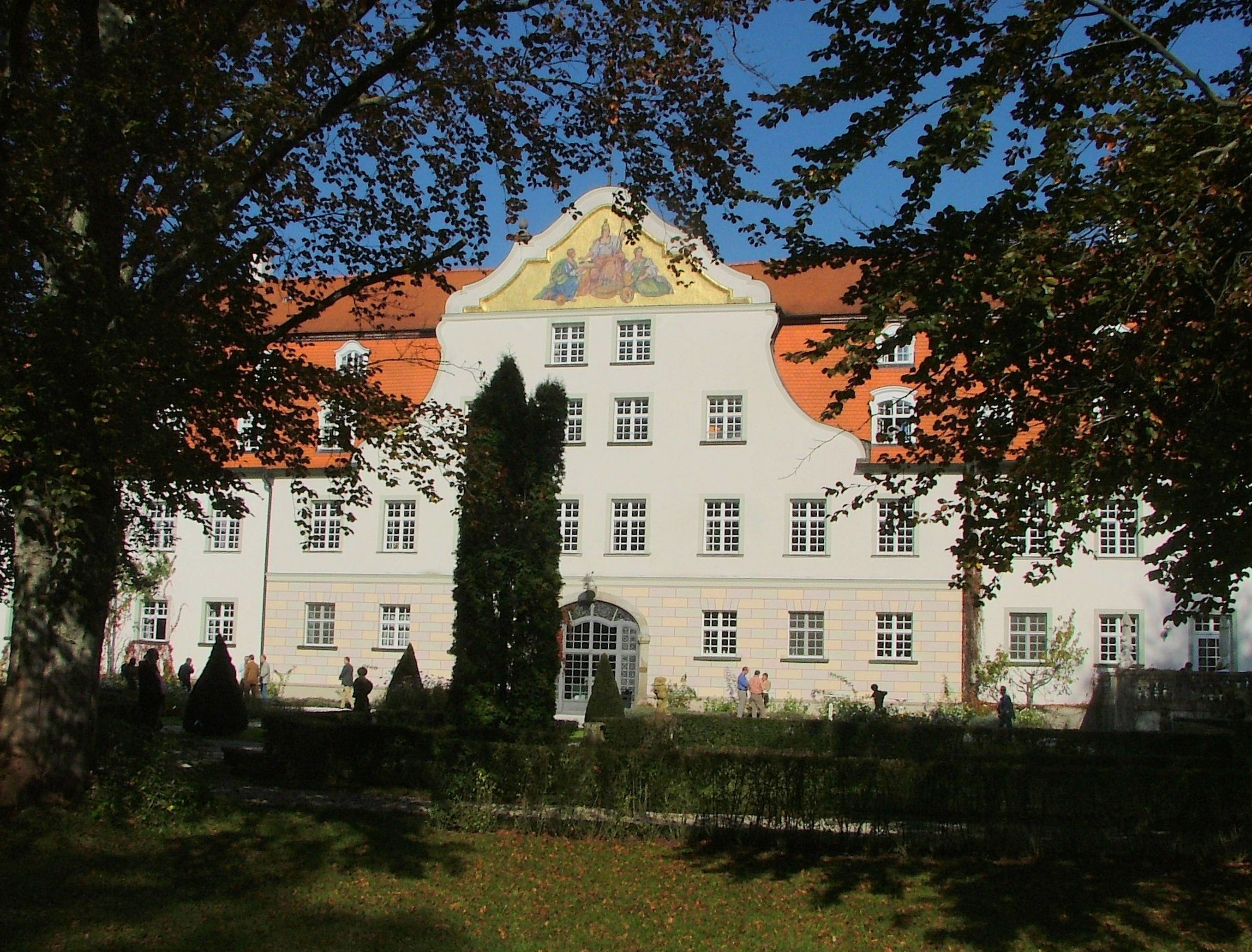
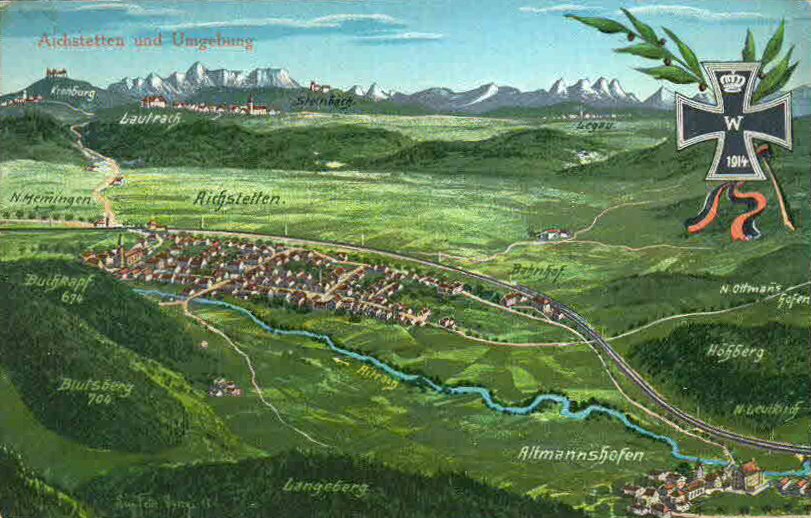